# Agromyza ambigua
Agromyza ambigua este o specie de muște din genul Agromyza, familia Agromyzidae, descrisă de Fallen în anul 1823. Conform Catalogue of Life specia Agromyza ambigua nu are subspecii cunoscute.